# Операція «Кілгол»
«Операція Кілгол» (англ. Keelhaul від to keelhaul — «кілювати, протягувати під кілем у покарання») — операція англійських і американських військ з передачі радянській стороні громадян СРСР, які перебували на підконтрольній їм (військам) території: гастарбайтерів, військовополонених, а також біженців та громадян СРСР, що служили та воювали на стороні Німеччини.
Проводилась у період між 14 серпня 1946-го i 9 травня 1947 року в рамках колабораціонізму.

## Ялтинська конференція
Домовленість про репатріацію була досягнута на Ялтинській конференції і стосувалась усіх переміщених осіб, які станом на 1939 рік були громадянами Радянського Союзу, незалежно від їхнього бажання повертатися на Батьківщину. Водночас була видана і деяка частина колишніх підданих Російської Імперії, які ніколи не мали радянського громадянства. Ця операція ознаменувала собою завершення примусової репатріації Радянського Союзу після Другої світової війни. Інша сторона обміну — радянське керівництво з'ясувало, що, попри вимоги Сталіна, британська розвідка зберігає ряд антикомуністичних ув'язнених з метою відновлення «антирадянських операцій» за наказом Вінстона Черчилля.

## Критика
Найбільш відома своїм драматизмом видача представниками НКВС козаків, які брали участь у війнах на стороні Німеччини. Автор Микола Толстой-Милославський описував сцену повернення американців до табору інтернованих після того, як вони доставили людей до радянської влади:
Американці повернулися до Платтлінга з почуттям ганебності. Перед тим, як вони вийшли з лісу після зустрічі з представниками радянської влади, багато хто побачив, що ряд тіл щойно переданих людей вже висить на гілках сусідніх дерев.
Олександр Солженіцин назвав цю операцію «останньою таємницею Другої світової війни». Він долучився до фонду правового захисту, створеного для допомоги Толстому, якого звинувачували в наклепі в справі 1989 року, поданої лордом Алдінґтоном про звинувачення Толстого у військових злочинах, пов'язаних із цією операцією. Толстой програв справу в судах Великої Британії, але уникнув відшкодування збитків, оголосивши про банкрутство.